# John Pitti

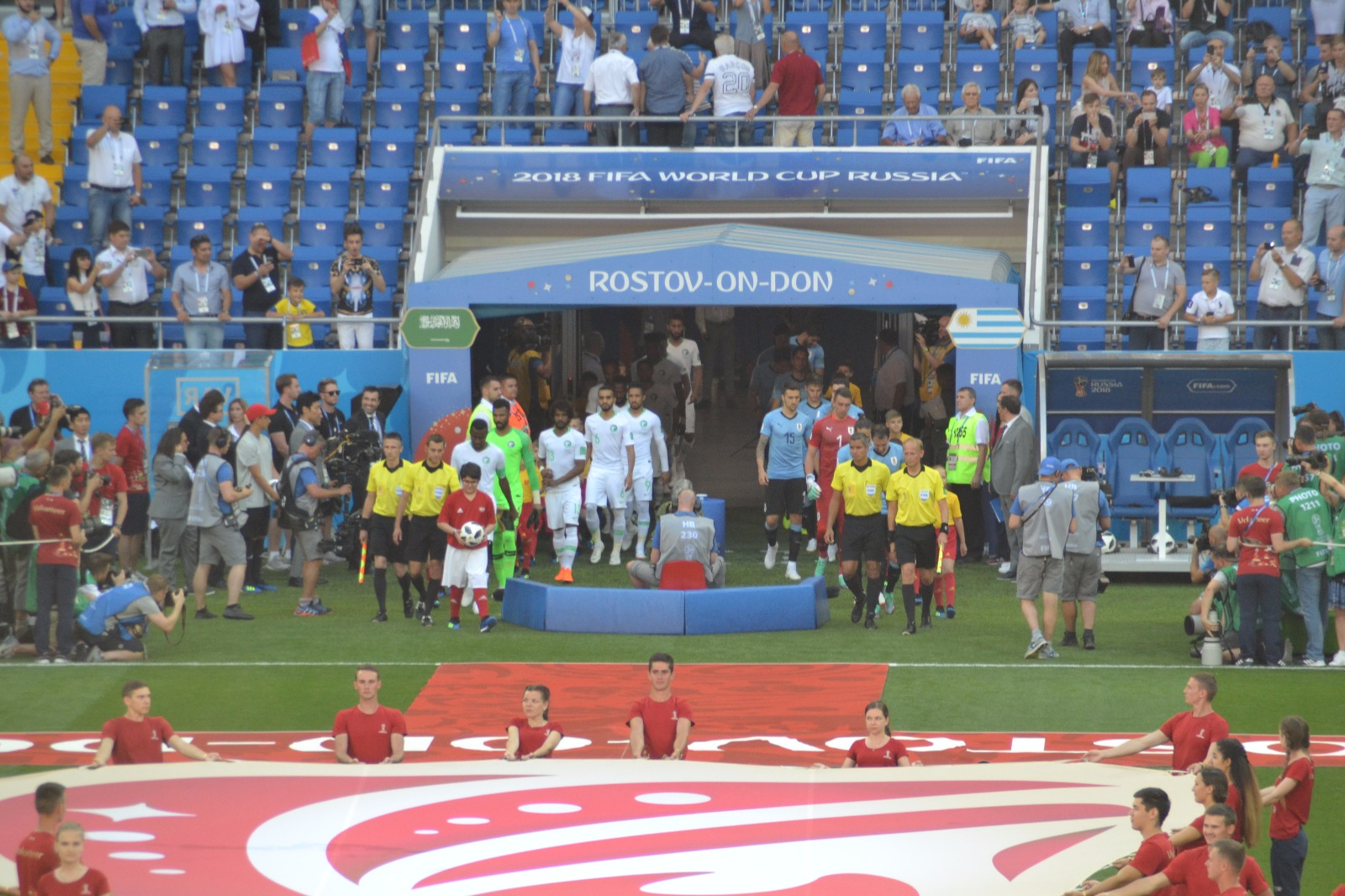
John Pitti (zweiter Schiedsrichter von rechts) beim Vorrundenspiel zwischen Uruguay und Saudi-Arabien bei der Fußball-WM 2018

John Pitti (* 2. August 1978 in Panama-Stadt oder Chiriquí) ist ein panamaischer Fußballschiedsrichter.
John Pitti ist seit 2012 FIFA-Schiedsrichter und leitet damit internationale Partien. Seitdem war er unter anderem bei der U-20-Weltmeisterschaft 2015 in Neuseeland, der Copa América Centenario 2016 in den USA, beim CONCACAF Gold Cup 2015 und 2017 sowie der U-17-Weltmeisterschaft 2017 in Indien im Einsatz. Bei der U-20-Weltmeisterschaft 2017 in Südkorea fungierte er als Videoschiedsrichter.
2018 wurde Pitti von der FIFA für die Weltmeisterschaft 2018 in Russland nominiert. Er leitete keine Spiele, fungierte jedoch viermal als Vierter Offizieller.
Pitti arbeitet hauptberuflich als Lehrer.